# 鄧紫棋演唱會列表
本條目為香港歌手鄧紫棋的演唱會及其它音樂演出列表。

## 巡迴演唱会

### 《G.E.M. Get Everybody Moving 演唱会》2011-2012 共14场

#### 巡演地点
| 時間                    | 城市         | 場地             | 備註          |
| ----------------------- | ------------ | ---------------- | ------------- |
| 2011年5月14日 - 5月16日 | 香港         | 紅磡香港體育館   | 加場：5月16日 |
| 2011年8月27日           | 悉尼         | 悉尼娱乐中心     |               |
| 2011年9月9日 - 9月10日  | 香港         | 紅磡香港體育館   | Part 2        |
| 2011年10月15日          | 中国大陆廣州 | 广州体育馆       |               |
| 2011年10月22日          | 澳門         | 金光綜藝館       |               |
| 2011年12月16日          | 加拿大溫哥華 | 伊丽莎白女王剧院 |               |
| 2011年12月19日          | 加拿大多倫多 | 派拉蒙美食中心   |               |
| 2012年4月21日           | 中国大陆佛山 | 嶺南明珠體育館   |               |
| 2012年4月29日           | 中国大陆廣州 | 番禺英東體育館   | Part 2        |
| 2012年5月26日           | 美国里诺     | Reno Ballroom    |               |
| 2012年12月2日           | 中国大陆廣州 | 中山纪念堂       | Part 3        |

#### 表演曲目
Part I 

1. 想讲你知 

2. 我不懂爱 

3. 等一个他 

4. The Voice Within 

5. Get Over You 

Part II 

6. 美好的旧时光 In My Heart 

7. 睡公主 

8. 情人 

9. My Secret 我的秘密 

10. Game Over 

Part III 

11. All About U 

12. Good to be Bad 

13. 寂寞星球的玫瑰 

14. 塞纳河 

15. A.I.N.Y. 

Part IV 

16. Twinkle II 

17. 18 

18. You Raise Me Up 

19. Mascara（烟熏妆） 

20. Just the Way You Are 

Part V 
 
21. One Button 

22. Lady Marmalade 

23. Wanna Be Startin' Somethin' 

24. Don't Stop the Music 

25. G.E.M.（Get Everybody Moving） 

Encore 

26. 忐忑 

27. Where Did U Go 

### 《G.E.M. X.X.X. Live 世界巡回演唱会》2013-2015 共73場

#### 巡演地点
| 場次       | 時間                    | 城市             | 場地                               | 備註                                 | 估計觀看人次       |
| ---------- | ----------------------- | ---------------- | ---------------------------------- | ------------------------------------ | ------------------ |
| 1-5        | 2013年4月12日 - 4月16日 | 香港             | 紅磡香港體育館                     | 加場：4月15日 - 4月16日              | 單場7500，總37500  |
| 6          | 2013年9月21日           | 中国大陆廣州     | 广州体育馆                         |                                      | 9000               |
| 7          | 2014年2月13日           | 中国大陆佛山     | 嶺南明珠體育館                     |                                      | 7500               |
| 8-10       | 2014年5月1日 - 5月3日   | 澳門             | 金光綜藝館                         | 加場：5月1日 - 5月2日                | 5000，11000，11000 |
| 11         | 2014年5月10日           | 中国大陆福州     | 福州海峽國際會展中心6號館          |                                      | 8000               |
| 12-13      | 2014年5月16日 - 5月17日 | 中国大陆北京     | 华熙LIVE·五棵松                    | 加場：5月16日                        | 10000，11000       |
| 14         | 2014年5月24日           | 中国大陆武汉     | 武汉体育中心体育馆                 |                                      | 8500               |
| 15         | 2014年5月31日           | 中国大陆長沙     | 湖南國際會展中心                   |                                      | 8000               |
| 16         | 2014年6月28日           | 中国大陆深圳     | 深圳湾体育中心                     |                                      | 32000              |
| 17-19      | 2014年7月4日 - 7月6日   | 中国大陆上海     | 梅赛德斯-奔驰文化中心              | 加場：7月4日、7月6日                 | 單場12000，總36000 |
| 20-21      | 2014年7月11日 - 7月12日 | 中国大陆杭州     | 黃龍體育中心體育館                 | 加場：7月11日                        | 單場6000，總12000  |
| 22         | 2014年7月17日           | 中国大陆西安     | 曲江國際會展中心B4館               |                                      | 7000               |
| 23         | 2014年7月19日           | 中国大陆哈爾濱   | 哈爾濱國際會議展覽體育中心體育館   |                                      | 8500               |
| 24         | 2014年7月23日           | 中国大陆大連     | 大连体育中心                       |                                      | 9000               |
| 25         | 2014年7月26日           | 中国大陆天津     | 天津体育馆                         |                                      | 8600               |
| 26         | 2014年7月31日           | 中国大陆廈門     | 廈門嘉庚體育館                     |                                      | 4600               |
| 27         | 2014年8月2日            | 中国大陆鄭州     | 郑州国际会展中心                   |                                      | 9800               |
| 28         | 2014年8月5日            | 珀斯             | 皇冠珀斯                           |                                      | 2300               |
| 29         | 2014年8月7日            | 悉尼             | 悉尼娱乐中心                       |                                      | 7000               |
| 30         | 2014年8月9日            | 墨爾本           | 墨尔本会展中心                     |                                      | 5000               |
| 31         | 2014年8月11日           | 新西兰奧克蘭     | Trusts体育馆                       |                                      | 5000               |
| 32         | 2014年10月10日          | 中国大陆瀋陽     | 沈阳奥林匹克体育中心               |                                      | 30000              |
| 33-35      | 2014年10月17 - 10月19日 | 中国大陆廣州     | 宝能广州国际体育演艺中心           | Part 2, 加場：10月17日、10月19日     | 單場12000，總36000 |
| 36         | 2014年10月25日          | 中国大陆成都     | 成都市体育中心                     |                                      | 35000              |
| 37         | 2014年11月1日           | 中国大陆泉州     | 泉州市海峽中心體育馆               |                                      | 7000               |
| 38         | 2014年11月8日           | 中国大陆南京     | 南京奥林匹克体育中心體育場         |                                      | 33000              |
| 39         | 2014年11月22日          | 中国大陆南寧     | 广西体育中心体育场                 |                                      | 30000              |
| 40         | 2014年11月29日          | 中国大陆南昌     | 南昌国际体育中心体育馆             |                                      | 7500               |
| 41         | 2014年12月6日           | 中国大陆濟南     | 济南奥林匹克体育中心体育馆         |                                      | 8000               |
| 42-46      | 2015年1月14日 - 1月18日 | 香港             | 紅磡香港體育館                     | Part 2，加場：1月18日                | 單場9000，總45000  |
| 47-48      | 2015年1月23日 - 1月24日 | 马来西亚吉隆坡   | 布特拉室內體育館                   | 加場：1月23日                        | 7000，11000        |
| 49-51      | 2015年1月30日-2月1日    | 新加坡           | 新加坡博覽中心                     | 加場：1月30日、2月1日                | 單場5000，總15000  |
| 52         | 2015年2月21日           | 美国拉斯维加斯   | 威尼斯人酒店                       |                                      | 5000               |
| 53-54      | 2015年3月1日            | 美国安卡斯维尔   | 康州金神体育馆                     | 一日兩場：首場凌晨一時，次場下午二時 | 單場5000，總10000  |
| 55         | 2015年3月12日           | 臺灣台北         | 台北小巨蛋                         |                                      | 11000              |
| 56         | 2015年5月2日            | 臺灣高雄         | 高雄巨蛋                           |                                      | 9500               |
| 57         | 2015年5月9日            | 中国大陆重慶     | 重庆国际会议展览中心               |                                      | 9000               |
| 58         | 2015年5月16日           | 中国大陆惠州     | 惠州奥林匹克体育场                 |                                      | 28000              |
| 59         | 2015年5月23日           | 中国大陆上海     | 上海體育場                         | Part 2                               | 28000              |
| 60         | 2015年5月30日           | 中国大陆合肥     | 合肥濱湖國際會展中心               |                                      | 9000               |
| 61         | 2015年7月10日           | 中国大陆長春     | 長春五環體育館                     |                                      | 8500               |
| 62         | 2015年7月18日           | 中国大陆東莞     | 東莞東風日產文體中心（新籃球中心） |                                      | 11000              |
| 63         | 2015年7月25日           | 中国大陆太原     | 山西省體育中心體育館               |                                      | 8000               |
| 64         | 2015年8月1日            | 中国大陆北京     | 北京工人体育场                     | Part 2                               | 40000              |
| 65-66      | 2015年10月23日-24日     | 马来西亚雲頂高原 | 雲頂雲星劇場                       | Part 2                               | 單場6000，總12000  |
| 67         | 2015年11月3日           | 加拿大溫哥華     | 太平洋体育馆                       |                                      | 7000               |
| 68         | 2015年11月6日           | 美国聖荷西       | 圣何塞思爱普中心                   |                                      | 6000               |
| 69         | 2015年11月7日           | 美国英格爾伍德   | 論壇體育館                         |                                      | 7500               |
| 70         | 2015年11月11日          | 加拿大多倫多     | 丰业银行体育馆                     |                                      | 8000               |
| 71         | 2015年11月15日          | 美国紐華克       | 保诚中心                           |                                      | 7000               |
| 72         | 2015年11月18日          | 美国芝加哥       | 芝加哥剧院                         |                                      | 3880               |
| 73         | 2015年11月22日          | 英国倫敦         | 溫布利體育館                       |                                      | 7000               |
| 總觀看人次 | 總觀看人次              | 總觀看人次       | 總觀看人次                         | 總觀看人次                           | 约773180           |

#### 表演曲目
Part I 

1. After Tonight 

2. One Button 

3. Oh Boy 

4. Someday I'll Fly 

Part II 

5. 泡沫 

6. Get Over You 

7. 你把我灌醉 

8. All About You 

9. 等一个他 

Part III 

10. 我的秘密 

11. 下一秒（我们就要死掉） 

12. Good To Be Bad 

G.E.M. Drum 

Part IV 

13. A.I.N.Y 爱你 

14. 不存在的存在 

15. 潜意式的残酷 

16. 我要我们在一起 

17. 失真 

18. Hellelujah 

Part V 

19. What Have You Done+想讲你知 

20. G.E.M.+ Rolling In The Deep 

Encore. Where Did You Go 

Part I 

1. After Tonight 

2. One Button 

3. Oh Boy 

4. 存在 

Part II 

5. 泡沫 

6. 你不是真正的快樂 

7. 你把我灌醉 

8. All About You 

9. 等一个他 

Part III 

10. 我的秘密 

11. 下一秒（我们就要死掉） 

12. Good To Be Bad 

G.E.M. Drum 

Part IV 

13. A.I.N.Y 爱你 

14. 不存在的存在 

15. 潜意式的残酷 

16. 我要我们在一起 

17. Hellelujah 

Part V 

18. What Have You Done+想讲你知 

19. G.E.M.+ Rolling In The Deep 

Encore 

20. Where Did You Go 

21-22. We Will Rock You+一无所有&喜欢你 

Part I 

1. After Tonight 

2. One Button 

3. Oh Boy 

4. 存在 

Part II 

5. 泡沫 

6. 你不是真正的快樂 

7. 你把我灌醉 

8. 等一个他 

Part III 

9. 我的秘密 

10. 下一秒（我们就要死掉） 

11. 龍捲風 

12. Good To Be Bad 

G.E.M. Drum 

Part IV 

13. A.I.N.Y 爱你 

14. 潜意式的残酷 

15. 我要我们在一起 

16-18. 爱很简单+Forever Love+再唱五百年 

Lupo Solo Guitar不存在的存在 

Part V 

19. What Have You Done+想讲你知 

20. G.E.M.+ Rolling In The Deep 

Encore 

21-22. We Will Rock You+一无所有&喜欢你 

北京场Encore Again 

23. 新的心跳 

### 《G.E.M. Queen Of Hearts 世界巡回演唱会》2017-2019 共48場

#### 巡演地点
| 場次          | 時間                  | 城市             | 場地                         | 備註                   | 估計觀看人次                                         |               |
| 第一轮 Part 1 | 第一轮 Part 1         | 第一轮 Part 1    | 第一轮 Part 1                | 第一轮 Part 1          | 第一轮 Part 1                                        | 第一轮 Part 1 |
| ------------- | --------------------- | ---------------- | ---------------------------- | ---------------------- | ---------------------------------------------------- | ------------- |
| 1-2           | 2017年4月1日-4月2日   | 中国大陆廣州     | 宝能广州国际体育演艺中心     | 加場：4月2號           | 單場12000，總24000                                   |               |
| 3             | 2017年4月8日          | 中国大陆南京     | 南京奧林匹克國際體育中心     |                        | 8000                                                 |               |
| 4             | 2017年4月15日         | 中国大陆北京     | 首都体育馆                   |                        | 10000                                                |               |
| 5             | 2017年4月29日         | 中国大陆洛陽     | 洛陽新區體育館               |                        | 6000                                                 |               |
| 6             | 2017年5月13日         | 中国大陆南昌     | 南昌國際體育中心             |                        | 8000                                                 |               |
| 7             | 2017年5月20日         | 中国大陆长沙     | 湖南國際會展中心             |                        | 8000                                                 |               |
| 8             | 2017年5月28日         | 中国大陆武汉     | 武汉体育中心体育馆           | 个人售票第100场演唱会  | 13000                                                |               |
| 9             | 2017年8月5日          | 中国大陆蘇州     | 蘇州市體育中心體育館         |                        | 6000                                                 |               |
| 10-11         | 2017年8月12日-13日    | 新加坡           | 新加坡室内体育馆             | 加場：8月13日          | 單場8000，總16000                                    |               |
| 12            | 2017年8月26日         | 中国大陆合肥     | 合肥滨湖国际会展中心主展馆   |                        | 8000                                                 |               |
| 13            | 2017年9月2日          | 中国大陆重庆     | 重庆国际博览中心             |                        | 9000                                                 |               |
| 14-16         | 2017年9月15日-17日    | 香港             | 紅磡香港體育館               | 加場：9月15日,17日     | 單場12,500，總37,500                                 |               |
| 17            | 2017年9月30日         | 墨爾本           | 墨爾本綜合體育館             |                        |                                                      |               |
| 18            | 2017年10月2日         | 悉尼             | 悉尼會議展覽中心             |                        |                                                      |               |
| 19            | 2017年10月5日         | 珀斯             | Crown Perth                  |                        |                                                      |               |
| 20            | 2017年11月18日        | 马来西亚吉隆坡   | 亞通體育館                   |                        |                                                      |               |
| 21            | 2017年11月25日        | 中国大陆郑州     | 郑州国际会展中心             |                        |                                                      |               |
| 22            | 2017年12月2日         | 中国大陆深圳     | 深圳灣體育中心體育館         |                        |                                                      |               |
| 23            | 2017年12月9日         | 中国大陆南寧     | 广西体育中心                 |                        |                                                      |               |
| 24            | 2018年12月22日        | 中国大陆大连     | 大连体育中心                 |                        |                                                      |               |
| 25            | 2018年1月13日         | 中国大陆杭州     | 黃龍體育中心體育館           |                        |                                                      |               |
| 26            | 2018年2月24日         | 澳門             | 金光综艺馆                   |                        |                                                      |               |
| 27-29         | 2018年3月23-25日      | 臺灣桃園         | 國立體育大學綜合体育馆       | 加场：3月25日，3月23日 | 3月24日门票在3分钟内秒杀，加开3月25日仅在1分钟内秒杀 |               |
| 30            | 2018年4月1日          | 美国安卡斯维尔   | 康州金神体育馆               |                        |                                                      |               |
| 31            | 2018年5月26日         | 中国大陆東莞     | 东莞银行篮球中心             |                        |                                                      |               |
| 32            | 2018年6月2日          | 中国大陆成都     | 五糧液·成都演藝中心          |                        |                                                      |               |
| 33-34         | 2018年6月30日- 7月1日 | 马来西亚槟城     | 檳城國際會展中心             | 7月1日加场             |                                                      |               |
| 35            | 2018年7月7日          | 中国大陆佛山     | 嶺南明珠體育館               | 慶祝十週年場           |                                                      |               |
| 36            | 2018年7月28日         | 中国大陆济南     | 济南奥体中心体育馆           |                        |                                                      |               |
| 37-38         | 2018年8月4日－5日     | 中国大陆上海     | 梅赛德斯-奔驰文化中心        |                        |                                                      |               |
| 39            | 2018年8月11日         | 中国大陆天津     | 天津体育馆                   |                        |                                                      |               |
| 40            | 2018年8月18日         | 中国大陆西安     | 曲江國際會展中心B4館         |                        |                                                      |               |
| 第二轮 Part 2 |                       |                  |                              |                        |                                                      |               |
| 41            | 2019年3月9日          | 澳門             | 金光綜藝館                   | 嘉賓：王嘉爾           |                                                      |               |
| 42            | 2019年3月15日         | 加拿大溫哥華     | 伊丽莎白女王剧院             |                        |                                                      |               |
| 43            | 2019年3月20日         | 加拿大多倫多     | Coca-Cola Coliseum           |                        |                                                      |               |
| 44            | 2019年3月22日         | 美国舊金山       | Bill Graham Civic Auditorium |                        |                                                      |               |
| 45-46         | 2019年4月5日-6日      | 马来西亚雲頂高原 | 雲頂雲星劇場                 |                        |                                                      |               |
| 47-48         | 2019年4月27-28日      | 臺灣高雄         | 高雄巨蛋                     |                        | 4/27場次20秒內秒殺                                   |               |

#### 表演曲目
Part I 

1. A.I.N.Y. 爱你 

2. What Have You Done 

3. 我不懂爱 

4. 你不是真正的快乐 

Part II 

5. 死了都要爱 

6. 我的秘密 

7. 再见 

8. 存在 

9. 龙卷风 

10. One Button 

Part III 

11. 泡沫 

12. 光年之外 

13. 你把我灌醉 

14. 来自天堂的魔鬼 

15. 于是 

Part IV 

16. 红蔷薇白玫瑰 

17. 多远都要在一起 

18. 单行的轨道 

19. 后会无期 

Part V 

20. 新的心跳 

21. See You Again 

22. Get Everybody Moving 

Encore. 《Encore曲目》&喜欢你 

- 在广州场和香港场，邓紫棋在演唱特定曲目《喜欢你》之前加唱《All About You/Where Did You Go》
- 在香港场，邓紫棋在演唱《多远都要在一起》之后演唱Medley《约定/让我跟你走/每天爱你多一些》，取代《单行的轨道》

- 在广州场，演唱《睡公主》
- 在南京场，演唱《回忆的沙漏》
- 在北京场，演唱《幸福的理由/Forever Love/北京北京》
- 在洛阳场，演唱《我要我们在一起》
- 在南昌场，演唱《回忆的沙漏》
- 在长沙场，演唱《幸福的理由/Forever Love/睡公主》
- 在武汉场，演唱《Someday I'll Fly》
- 在苏州场，演唱《偶尔》
- 在新加坡场，演唱《飘向北方》
- 在合肥场，演唱《画》
- 在重庆场，演唱《穿越火线》与《回忆的沙漏》
- 在香港场，演唱《有心人》与《睡公主》
- 在墨尔本场，演唱《睡公主》
- 在悉尼场，演唱《All About You》
- 在珀斯场，演唱《回忆的沙漏》
- 在吉隆坡场，演唱《Someday I'll Fly/Ali Ahkao dan Muthu (马来歌)》
- 在郑州场，演唱《偶尔》
- 在深圳场，演唱《Where Did You Go》
- 在大连场，演唱《Last Christmas (中文版)》
- 在杭州场，演唱《Someday I'll Fly》
- 在澳门场，演唱《失真》
- 在台北第一场，演唱《手心的蔷薇》
- 在台北第二场，演唱《写不完的温柔》
- 在台北第三场，演唱《我只在乎你(中文与台语混合)》
- 在康州场，演唱《睡公主》
- 在东莞场，演唱《睡公主/Where Did You Go》

- 于2017年11月18日，黄明志为Queen Of Hearts巡演吉隆坡站的嘉宾，表演曲目是飘向北方。

### 《G.E.M. I AM GLORIA 世界巡回演唱會》2023-2026 共126場

#### 巡演地点
| 场次    | 时间                                               | 城市             | 场地                            | 备注                                                                            | 估计观看人次 |
| ------- | -------------------------------------------------- | ---------------- | ------------------------------- | ------------------------------------------------------------------------------- | ------------ |
| 1-3     | 2023年12月7-9日                                    | 中国大陆广州     | 广东奥林匹克体育中心体育场      | 创下华语女歌手第一人体育场三连开                                                | 90000+       |
| 4-5     | 2023年12月23日-24日                                | 中国大陆南宁     | 广西体育中心                    | 平安夜場                                                                        | 80000+       |
| 6-8     | 2024年1月6日-8日                                   | 中国大陆深圳     | 深圳湾体育中心                  | 加场:1月8日，二度创下华语女歌手第一人体育场三连开                               | 90000+       |
| 9-10    | 2024年1月20-21日                                   | 中国大陆泉州     | 泉州海峡体育中心体育场          | 加场:1月21日，個人售票第150場演唱會                                             | 76000+       |
| 11-12   | 2024年3月30日-31日                                 | 中国大陆合肥     | 合肥奧林匹克體育中心            | 加场:3月31日                                                                    | 70000+       |
| 13-15   | 2024年4月12日-14日                                 | 中国大陆长沙     | 贺龙体育中心体育场              | 加场:4月12，14日；三度创下华语女歌手第一人体育场三连开                          | 120000+      |
| 16-19   | 2024年4月18-21日                                   | 中国大陆佛山     | 佛山世紀蓮體育中心體育場        | 加场:4月18日，19日，21日；首度创下华语女歌手第一人体育场四连开                  | 150000+      |
| 20-21   | 2024年5月2日-3日                                   | 中国大陆天津     | 天津奥林匹克中心体育场          | 加场:5月3日                                                                     | 96000+       |
| 22-23   | 2024年5月10-11日                                   | 中国大陆大连     | 大連體育中心體育場              | 加场:5月10日                                                                    | 80000+       |
| 24-25   | 2024年5月18-19日                                   | 中国大陆太原     | 山西體育中心體育場              | 加场:5月19日                                                                    | 100000+      |
| 26-30   | 2024年5月24-28日                                   | 中国大陆上海     | 上海體育場                      | 首度创下香港以至亚洲女歌手第一人体育场五连开，加场：5月27，28日                 | 235000+      |
| 31-33   | 2024年6月1-3日                                     | 中国大陆成都     | 东安湖体育公园主体育场          | 加场:6月3日                                                                     | 120000+      |
| 34-35   | 2024年6月15-16日                                   | 中国大陆青岛     | 青岛市民健身中心体育场          | 加场:6月16日                                                                    | 72000+       |
| 36-38   | 2024年6月21-23日                                   | 中国大陆南京     | 南京奥体中心体育场              | 加场:6月21日                                                                    | 108000+      |
| 39-40   | 2024年6月29-30日                                   | 中国大陆郑州     | 奧林匹克體育中心鄭地體育場      |                                                                                 | 80000+       |
| 41-42   | 2024年7月6-7日                                     | 中国大陆福州     | 福州海峡奥林匹克体育中心体育场  | 加场:7月7日                                                                     | 86000+       |
| 43      | 2024年7月13日                                      | 中国大陆哈尔滨   | 哈爾濱國際會展中心體育場        |                                                                                 | 40000+       |
| 44-45   | 2024年7月20-21日                                   | 中国大陆台州     | 台州市體育中心                  | 加场:7月21日                                                                    | 80000+       |
| 46      | 2024年7月27日                                      | 中国大陆呼和浩特 | 呼和浩特體育場                  |                                                                                 | 40000+       |
| 47-52   | 2024年8月2-4日，9-11日                             | 澳門             | 银河综艺馆                      | 本次演唱会首个室内体育馆场次，加场：8月9-11日                                   | 78000+       |
| 53-56   | 2024年8月22-25日                                   | 中国大陆北京     | 國家體育場                      | 首位女歌手第一人鸟巢四连开                                                      | 240000+      |
| 57      | 2024年9月7日                                       | 中国大陆衢州     | 衢州市体育中心体育场            |                                                                                 | 30000+       |
| 58-59   | 2024年9月21-22日                                   | 中国大陆清远     | 清遠體育中心體育場              | 加场：9月22日                                                                   | 64000+       |
| 60-61   | 2024年9月27-28日                                   | 中国大陆西安     | 西安奧體中心體育場              | 加场：9月27日,个人售票第200场演唱会                                             | 84000+       |
| 62-63   | 2024年10月6-7日                                    | 中国大陆武漢     | 武漢體育中心體育場              |                                                                                 | 70000+       |
| 64      | 2024年10月13日                                     | 中国大陆济南     | 濟南奧體中心體育場              |                                                                                 | 40000+       |
| 65-66   | 2024年10月19-20日                                  | 中国大陆重庆     | 重慶奧體中心-體育場             | 加场：10月20日                                                                  | 100000+      |
| 67-68   | 2024年10月26-27日                                  | 中国大陆苏州     | 苏州奥林匹克体育中心            | 加场：10月27日                                                                  | 75000+       |
| 69-70   | 2024年11月9-10日                                   | 中国大陆南昌     | 南昌国际体育中心体育场          | 加场：11月10日                                                                  | 90000+       |
| 71-73   | 2024年11月15-17日                                  | 中国大陆杭州     | 杭州奥体中心体育场              | 加场：11月15日                                                                  | 150000+      |
| 74-75   | 2024年11月30-12月1日                               | 中国大陆湛江     | 湛江奧體中心體育場              | 加场：12月1日                                                                   | 70000+       |
| 76-77   | 2024年12月21-22日                                  | 中国大陆厦门     | 廈門奧林匹克體育中心-白鷺體育場 | 加场：12月22日                                                                  | 86000+       |
| 78-80   | 2024年12月28-29日,31日                             | 中国大陆惠州     | 惠州奧林匹克體育場              | 加场：12月29日, 跨年:12月31日                                                   | 120000+      |
| 81-82   | 2025年1月11-12日                                   | 中国大陆肇庆     | 肇庆体育中心                    |                                                                                 | 60000+       |
| 83      | 2025年1月21日                                      | 法國巴黎         | 巴黎天頂體育館                  |                                                                                 | 6800+        |
| 84      | 2025年1月24日                                      | 英国倫敦         | 溫布利體育館                    |                                                                                 | 12000+       |
| 85      | 2025年2月15日                                      | 马来西亚吉隆坡   | 武吉加里爾國家體育場            | 打破马来西亚华语女歌手动员最高纪录                                              | 55000+       |
| 86      | 2025年3月1日                                       | 新加坡           | 新加坡國家體育場                | 打破新加坡华语女歌手动员最高纪录                                                | 42000+       |
| 87      | 2025年3月15日                                      | 美国拉斯維加斯   | 美高梅大花園體育館              |                                                                                 | 9000+        |
| 88      | 2025年3月22日                                      | 美国舊金山       | 大通中心                        |                                                                                 | 13000+       |
| 89      | 2025年3月29日                                      | 美国紐約         | 巴克萊中心                      |                                                                                 | 14000+       |
| 90      | 2025年4月7日                                       | 加拿大多倫多     | 可口可樂體育館                  |                                                                                 | 7500+        |
| 91-92   | 2025年5月10-11日                                   | 中国大陆温州     | 溫州奧體中心體育場              | 加场: 5月11日                                                                   | 72000+       |
| 93-94   | 2025年5月17-18日                                   | 中国大陆襄阳     | 襄陽全民運動中心體育場          | 加场: 5月18日                                                                   | 64000+       |
| 95-97   | 2025年5月23-25日                                   | 中国大陆衡阳     | 衡陽市體育中心體育場            | 加场: 5月23日、5月25日                                                          | 105000+      |
| 98-99   | 2025年5月31、6月1日                                | 中国大陆贵阳     | 貴陽奧體中心體育場              | 加场: 6月1日                                                                    | 88000+       |
| 100-101 | 2025年6月14-15日                                   | 中国大陆石家庄   | 河北奧林匹克體育中心體育場      | 加场: 6月15日；I AM GLORIA 第100场演唱会                                        | 90000+       |
| 102-103 | 2025年7月5-6日                                     | 中国大陆煙台     | 煙台體育公園體育場              | 加场: 7月6日                                                                    | 70000+       |
| 104-105 | 2025年7月12-13日                                   | 中国大陆沈阳     | 瀋陽奧體中心體育場              | 加场: 7月13日；打破華語女歌手單輪巡演場次記錄                                   | 80000+       |
| 106-107 | 2025年7月26-27日                                   | 中国大陆洛陽     | 洛陽市奧林匹克中心體育場        | 加场: 7月27日                                                                   | 80000+       |
| 108-109 | 2025年8月2-3日                                     | 中国大陆贛州     | 赣州市全民健身中心              | 加场: 8月3日                                                                    | 84000+       |
| 110-114 | 2025年8月15-17，19-20日                            | 香港             | 啟德主場館                      | 加场: 8月19-20日 生日場，首位於啟德連開5場的香港以至全球女歌手，啟德5連開第一人 | 210000+      |
| 115-126 | 2025年8月29-31日、9月5-7日、9月12-14日、9月19-21日 | 中国大陆上海     | 虹口足球場                      | 加场: 9月12-14日、9月19-21日; 上海返場，首位華語女歌手體育場十二連開            |              |
| 未官宣  | 2025年10月6-7日                                    | 中国大陆兰州     | 兰州奧體中心玫瑰體育場          |                                                                                 |              |
| 已报批  | 2025年10月17-19日                                  | 中国大陆成都     | 東安湖體育公園主體育場          | 返场                                                                            |              |
| 已报批  | 2025年10月25-26日                                  | 中国大陆徐州     | 徐州奧體育中心體育場            |                                                                                 |              |
| 已报批  | 2025年11月1-2日                                    | 中国大陆武漢     | 武漢體育中心體育場              | 返场                                                                            |              |
| 未官宣  | 2025年11月8-9日                                    | 中国大陆汕頭     | 汕頭體育中心體育場              |                                                                                 |              |
| 已报批  | 2025年11月15-16日                                  | 中国大陆福州     | 福州海峽奧林匹克運動中心體育場  |                                                                                 |              |
| 未官宣  | 2025年11月21-23日                                  | 中国大陆长沙     | 賀龍體育場                      | 返场                                                                            |              |
| 已报批  | 2025年11月28-30日                                  | 中国大陆南寧     | 廣西體育中心體育場              | 返场                                                                            |              |
| 未官宣  | 2025年12月-日                                      | 中国大陆常州     | 常州奧體中心體育場              |                                                                                 |              |
| 未官宣  | 2025年12月-日                                      | 中国大陆北京     | 工人體育場                      | 返场                                                                            |              |
| 未官宣  | 2025年12月30日、2026年1月2日                       | 中国大陆广州     | 天河体育中心体育场              | 返场                                                                            |              |
| 未官宣  | 2026年月-日                                        | 中国大陆東莞     | 東莞運動中心體育場              |                                                                                 |              |
| 未官宣  | 2026年月-日                                        | 中国大陆佛山     | 南海體育中心體育場              | 返场                                                                            |              |
| 未官宣  | 2026年4月-日                                       | 臺灣台北         | 台北大巨蛋                      |                                                                                 |              |
| 未官宣  | 2026年5月-日                                       | 中国大陆西安     | 西安奧體中心體育場              | 返场                                                                            |              |
| 未官宣  | 2026年月-日                                        | 臺灣高雄         | 高雄巨蛋                        |                                                                                 |              |

#### 表演曲目
Part I 

1. 摩天動物園 

2. 灰狼 

3. 來自天堂的魔鬼 

TALKING. 即使生在亂世，也要在亂世裡相愛 

4. 光年之外 

Part II 

5. 差不多姑娘-Real talk VER 

6. Fly Away 

7. 孤獨 

TALKING. 你不是透明的 

8. 透明 

9. HELL 

10. 再見 

Part III 

11. 你不是第一個離開的人 

歌曲串燒 

12-14. 睡公主+A.I.N.Y愛你+Where Did U Go 

15-17. 存在+你把我灌醉+你不是真正的快樂 

18-20. 龍捲風+紅薔薇白玫瑰+很久以後 

21. 句號 

Part IV 

22. GLORIA 

23. Amazing Garce/You Raise Me Up 

TALKING. 如果你累了，就讓時間停一停 

24. 讓世界暫停一分鐘 

25. 《驚喜彈唱曲目》 

26. 多遠都要在一起 

27. FIND YOU 

28. 喜歡你 

Part V 

29. 夜的盡頭 

30. 倒數 

31. 新的心跳 

32. G.E.M.+Walk On Water 

Encore 

33. 泡沫 

TALKING.Encore 

34. 《T.I.M.E.翻唱曲目》 

35. 天空沒有極限 

Part I 

1. 摩天動物園 

2. 灰狼 

3. 來自天堂的魔鬼 

TALKING. 即使生在亂世，也要在亂世裡相愛 

4. 光年之外 

Part II 

5. 差不多姑娘-Real talk VER 

6. 透明 

7. 孤獨 

TALKING. 閉上耳朵，度過冰河時代 

8. 冰河時代 

9. 於是 

10. 再見 

Part III 

11. 你不是第一個離開的人 

歌曲串燒 

12-14. 睡公主+A.I.N.Y愛你+Where Did U Go 

15-17. 你把我灌醉+你不是真正的快樂+龍捲風 

18. 紅薔薇白玫瑰 

19. 唯一 

20. 句號 

Part IV 

21. GLORIA 

22. Amazing Garce/You Raise Me Up 

TALKING. 如果你累了，就讓時間停一停 

23. 讓世界暫停一分鐘 

24. 老人與海-鋼琴彈奏 

25. 多遠都要在一起 

26. FIND YOU 

27. 喜歡你 

Part V 

28. 夜的盡頭 

29. 倒數 

30. 新的心跳 

31. G.E.M.+Walk On Water 

Encore 

32. 泡沫 

TALKING.Encore 

33. 《T.I.M.E.翻唱曲目》 

34. 天空沒有極限 

## 個人演唱會、音樂會

### 2008-2019年個人演唱會/音樂會
| 時間                | 城市         | 名稱                                              | 備註                         |
| ------------------- | ------------ | ------------------------------------------------- | ---------------------------- |
| 2008年11月21日      | 香港         | G.E.M. Backstage Live                             | 第一個收費的表演             |
| 2009年4月12日       | 香港         | 復活節 G.E.M.奇妙音樂Party                        |                              |
| 2009年11月14日      | 香港         | 「 i.t loves G.E.M. Party」迷你音樂會             |                              |
| 2009年11月20日-22日 | 香港         | 鐳射電器「18 Live 2009 演唱會」國際展貿中心－匯星 | 加場：11月22日               |
| 2009年12月28日      | 加拿大多倫多 | G.E.M. 多倫多18才迷你音樂會                       |                              |
| 2010年8月13日       | 澳門         | G.E.M. Live In Macau                              |                              |
| 2012年7月27日       | 臺灣台北     | G.E.M. Xposed 臺北西門河岸留言首場音樂會          |                              |
| 2015年6月19日       | 香港         | 新城 G.E.M. Girls'Power 音樂會                    | 特邀嘉賓：鄭欣宜 陳明恩 衛蘭 |
| 2019年8月10日       | 中国大陆深圳 | G.E.M. 鄧紫棋「差不多28」生日會                   |                              |

## 其它公開音樂演出

### 2008年
- 6月、8月、9月、12月：朗豪坊 Live Show
- 8月31日：銅鑼灣「Live Show 簽名會」
- 10月9日：銅鑼灣行人專用區 G.E.M.首張個人同名EP街頭發佈會
- 12月13日：朗豪坊G.E.M.同名EP簽唱會

### 2009年
- 2月9日：左麟右李演唱會2009（嘉賓）
- 4月：古巨基Eye Fever演唱會（嘉賓）
- 9月3日：CD Bar「生力 X G.E.M. Summer Party」
- 9月6日：EMax「G.E.M. X 陳柏宇 MOOV撻著校園音樂會」
- 9月20日：叱咤叱叱咤幻想正発作音樂會
- 10月10日：香港科技大學何善衡體育館「讓愛延續」慈善演唱會
- 12月16日：G.E.M. X 王梓軒「唱.作.跳」演唱會（M1 BAR）

### 2010年
- 3月27日：港樂滬動音樂會
- 5月7日：廣州 Rose Gaga「軒尼詩炫音之樂」
- 5月8日：深圳 公主吧「Hennessy artistry」
- 7月30日：「G.E.M. X MR. 拉闊音樂擂台」
- 12月31日：澳門漁人碼頭除夕夜倒數晚會

### 2011年
- 6月25日：澳門綜藝館夢成匙音樂會
- 10月29日：朗豪坊Live Stage同學會音樂會
- 12月31日：澳門漁人碼頭除夕夜倒數晚會

### 2012年
- 3月9日：Asia Music Connection 2012 台灣站 台北國際會議中心
- 3月11日：Asia Music Connection 2012 日本站 Tokyo Dome City Hall
- 3月23日：Asia Music Connection 2012 香港站 亞洲國際博覽館
- 6月27日：iTunes Live@Hong Kong
- 7月20日：上海星尚熱波音樂節 2012 上海金山城市沙滩
- 8月11日：軒尼詩炫音之樂深圳盛典 深圳灣體育館

### 2013年
- 2月23日：明師教育10周年 廣州體育館
- 2月23日：《2013 張敬軒×廣州交響樂團 佛山新春音樂會》表演嘉賓 佛山嶺南明珠體育館主館
- 8月8日：新城用心聆聽好聲音演聽會  香港會議展覽中心展覽廳
- 8月10日：超級巨星演唱會  佛山世紀蓮體育中心
- 9月7日：星光熠熠耀保良2013 香港紅磡體育館
- 9月8日：2013陽光少年閉幕匯演  澳門漁人碼頭會議展覽中心
- 10月3日：AMC Live 2013成都音樂節
- 10月9日：2013亞洲音樂節海外表演單位  首爾蠶室主競技場
- 10月12日：《TEN我唱》群星演唱會  表演嘉賓 廣州大學城中心體育場
- 12月1日：Clockenflap 2013 表演嘉賓

### 2014年
- 3月22日：《Asian Music Live 2014》- 溫哥華 表演嘉賓 Doug Mitchell Thunderbird Sports Centre（英语：卑詩大學雷鳥體育中心）
- 4月18日：《絢麗長春五洲之夜》巨星演唱會 表演嘉賓 長春五洲國際皮草城
- 4月25日：《歌者歸來巡迴演唱會第二季》西安站 表演嘉賓 陝西省體育場
- 5月4日：《開心約定好歌手》廣州演唱會 表演嘉賓 廣州國際體育演藝中心
- 5月26日：《中南之夜群星演唱會》 表演嘉賓 常熟體育中心體育場
- 6月7日： 第五屆青島啤酒嘉禾音樂節 表演嘉賓 河北體育館
- 6月22日：《萬象城市廣場之夜群星演唱會》 表演嘉賓 重慶市巴南體育場
- 6月29日：慈溪楊梅節輕紡之夜演唱會 表演嘉賓 慈溪體育館
- 6月30日：《萬膳商城·青春記憶》2014溫州演唱會 表演嘉賓 溫州體育中心
- 7月1日：《中國夢，金華情》群星演唱會 表演嘉賓 金華市體育中心
- 8月24日：《歌手之約巨星演唱會》珠海 表演嘉賓 珠海體育中心體育場
- 8月29日：《夢開始的地方》梅州演唱會 表演嘉賓 梅州市東山中學體育場
- 8月30日：《歌者歸來巡迴演唱會第二季》無錫站 表演嘉賓 無錫市體育館
- 9月5日：《巔峰巨星演唱會》陽江 表演嘉賓 陽江市體育館
- 9月6日：《亞洲巨星演唱會》泉州站 表演嘉賓 泉州海峽體育中心體育場
- 9月13日：長沙橘洲音樂節 表演嘉賓 長沙橘洲沙雕公園
- 9月20日：星光熠熠耀保良2014 表演嘉賓 香港體育館（紅館）
- 9月21日：2014群星蘭州演唱會 表演嘉賓 蘭州體育館
- 9月30日：2014巔峰巨星演唱會 表演嘉賓 東莞市籃球中心
- 10月5日：佩森音樂盛筵 表演嘉賓 雲南曲靖文體公園體育館
- 12月13日：2014年第八屆無線音樂盛典咪咕匯 表演嘉賓 深圳灣體育中心體育場
- 12月21日：時代地產感恩答謝盛典巨星演唱會 表演嘉賓 廣州天河體育場
- 12月28日：雪碧音碰音2014頒獎盛典 表演嘉賓 澳門金光綜藝館
- 12月31日：湖南衛視跨年演唱會 表演嘉賓 廣州國際體育演藝中心

### 2015年
- 2月18日：2015年中國中央電視台春節聯歡晚會 表演嘉賓 北京中央電視台總部
- 4月18日：《御泥坊·膜範女神》演唱會 表演嘉賓 湖南國際會展中心
- 4月29日：太平園國際傢具博覽城開業盛典 表演嘉賓 四川成都太平園國際傢具博覽城
- 5月19日：中國微商誠信誓師大會 表演嘉賓 廣州國際體育演藝中心
- 7月16日：《天王·歌手·好聲音》璀璨群星演唱會 表演嘉賓 深圳體育場
- 8月8日： 2015花印之夜巨星演唱會 表演嘉賓 江西體育館
- 8月22日： 2015廊坊孔雀城公園海首屆公園音樂節 表演嘉賓 河北廊坊孔雀城
- 8月23日： 2015建湖迎駕貢酒群星演唱會 表演嘉賓 江蘇建湖體育館
- 9月26日： 星光熠熠耀保良2015 表演嘉賓 香港體育館（紅館）
- 9月27日： 《巨星相約·唱響贛南》群星演唱會 表演嘉賓 江西贛州南康區體育館
- 10月1日：《柔和双沟之夜》慶祝揚州建城2500周年群星演唱會 表演嘉賓 江蘇揚州體育公園
- 10月10日： 星耀天街璀璨遵義群星演唱會 表演嘉賓 貴州遵義匯川區體育館
- 10月11日： 新郎酒中國行2015唱響唐山巨星演唱會 表演嘉賓 華北理工大學冀唐學院體育場
- 10月30日： 2015郎牌特麯唱響鎮江巨星演唱會 表演嘉賓 江蘇鎮江體育會展中心體育場
- 12月5日： 2015年第九屆無線音樂盛典咪咕匯 表演嘉賓 四川成都電子科技大學清水河校區體育館
- 12月12日： 紅花郎巨星演唱會成都站 表演嘉賓 四川成都市體育中心
- 12月31日：湖南衛視跨年演唱會 表演嘉賓 北京國際體育館

### 2016年
- 1月9日：2016以純時尚音樂盛典 表演嘉賓 河南鄭州黃河科技大學體育場
- 1月17日：新郎酒中國行2016唱響南通巨星演唱會 表演嘉賓 江蘇南通市體育會展中心
- 1月30日：2016鹽城亞洲巨星新春演唱會 表演嘉賓 江蘇鹽城市國際會展中心
- 2月14日：2016情人節星耀湛江演唱會 表演嘉賓 廣東湛江體育中心
- 3月12日：O3青年聯合體佛山群星演唱會 表演嘉賓 廣東佛山嶺南明珠體育館
- 5月20日：2016周口巨星演唱會 表演嘉賓 河南周口體育中心體育場
- 6月10日：家駒愛心延續慈善演唱會 表演嘉賓 香港會議展覽中心
- 6月12日：第七屆潛江龍蝦節開幕式 表演嘉賓 湖北潛江中學體育場
- 6月18日：雙溝牡丹2016亞洲群星演唱會 表演嘉賓 江蘇淮安新奧體中心體育場
- 6月27日：光輝歲月2016廣州演唱會 表演嘉賓 廣東廣州體育館
- 7月8日： 中國夢夢之藍群星演唱會 表演嘉賓 江蘇常州武進體育館
- 7月9日： 連雲港之夏群星演唱會 表演嘉賓 江蘇連雲港新體育場
- 7月10日：新西塘孔雀城音樂巔峯盛宴 表演嘉賓 上海新西塘孔雀城
- 7月23日：沙巴超級PEACEBIRD 表演嘉賓 馬來西亞沙巴UMS Chancellor Hall
- 7月30日：鄭州酷玩電音節 表演嘉賓 河南鄭州樂海水世界
- 8月12日：馬迭爾之夜非常完美演唱會 表演嘉賓 北京樂視體育生態中心
- 8月13日：我愛天之藍巨星巡迴演唱會 表演嘉賓 河南安陽工學院體育場
- 9月22日：我愛天之藍巨星巡迴演唱會 表演嘉賓 河南許昌體育館
- 9月24日：延安巨星演唱會 表演嘉賓 陝西延安新區
- 9月30日：天域之美非常完美2016安慶演唱會 表演嘉賓 安徽安慶體育場
- 10月23日：寧波PEACEBIRD鳥人音樂節 表演嘉賓 浙江寧波啓新高爾夫球場
- 10月29日：愛上宜昌群星演唱會 表演嘉賓 湖北宜昌體育場
- 10月31日：天貓魅藍之夜跨界演唱會 表演嘉賓 北京鳥巢南廣場放羊公社
- 11月5日：財富廣場年度群星演唱會 表演嘉賓 重慶合川區職業教育中心體育場
- 11月6日：720度穿行世界主題公園發佈會 表演嘉賓 北京愛琴海購物中心
- 11月8日：比速汽車品牌發佈會 表演嘉賓 重慶悅來國際會展中心
- 11月10日：天貓雙11狂歡夜 表演嘉賓 深圳大運中心體育館
- 11月13日：和你在一起巨星演唱會 表演嘉賓 江西南昌奧體中心體育館
- 11月17日：雪弗蘭品牌夜 表演嘉賓 廣州亞運城綜合體育館
- 11月26日：DNF 2016 F1 年度盛典 表演嘉賓 上海喜馬拉雅中心
- 12月3日：第十屆音樂盛典咪咕匯 表演嘉賓 上海梅賽德斯奔馳文化中心
- 12月8日：歲月如歌群星演唱會 表演嘉賓 深圳保利劇院
- 12月21日：2016優酷盛典 表演嘉賓 北京五維鳳凰文化傳媒有限公司
- 12月31日：湖南衛視跨年演唱會 表演嘉賓 深圳龍崗區大運體育中心體育館

### 2017年
- 1月21日：台灣KKBOX第12屆風雲榜 表演嘉賓 台北小巨蛋
- 6月11日：台灣LAMIGO動紫趴 表演嘉賓 桃園國際棒球場
- 12月16日：第十一屆音樂盛典咪咕匯 表演嘉賓 上海梅賽德斯奔馳文化中心

### 2018年
- 1月20日：KKBOX第13屆風雲榜 表演嘉賓 高雄巨蛋
- 12月8日：第十二屆音樂盛典咪咕匯 表演嘉賓 上海梅賽德斯奔馳文化中心
- 12月15日：新北市歡樂耶誕城 表演嘉賓 新北市板橋政府前廣場

### 2019年
- 6月29日：第30屆金曲獎 表演嘉賓 台北小巨蛋
- 8月25日：五月天 Just Rock It! 就是世界巡迴演唱會 北京站 表演嘉賓
- 12月15日：新北市歡樂耶誕城 表演嘉賓

### 2020年
- 1月3日：蔡依林 Ugly Beauty世界巡迴演唱會 台北站 表演嘉賓
- 1月18日：KKBOX第15屆風雲榜 表演嘉賓 台北小巨蛋

### 2023年
- 2月25日：周興哲《Odyssey～旅程》巡迴演唱會 香港站 表演嘉賓
- 8月11日：薛之謙 天外來物巡迴演唱會 北京站 表演嘉賓
- 9月22日：林俊杰 JJ20世界巡迴演唱會 北京站 表演嘉賓

### 2024年
- 2月4日：Tatler! XFEST Hong Kong Team VS Inter Miami CF 表演嘉賓 香港大球場